# 古泉駅 (南京市)
古泉駅（こせんえき）は、中華人民共和国江蘇省南京市江寧区湯山西路の南側にある、南京地下鉄S6号線の駅である。

## 駅名
駅名については、事業着手当初は南京地下鉄集団は「侯家塘駅」の仮称を用いており、2020年8月17日に駅名が「古泉駅」に決定したことが発表された。

## 歴史
- 2021年12月28日S6号線の駅として開業。

## 駅構造

### のりば
| 番線 | 路線             | 方面                                 | 行先     |
| ---- | ---------------- | ------------------------------------ | -------- |
|      | 南京地下鉄S6号線 | 東郊小鎮・麒麟門・百水橋・馬群 方面  | 長巷行き |
|      | 南京地下鉄S6号線 | 南京猿人洞・湯山・泉都大街・句容方面 | 茅山行き |

## 駅周辺
- 陽山碑材
- 湯山歓楽水世界

## 隣の駅
南京地下鉄
■S6号線
東郊小鎮駅- 古泉駅 - 南京猿人洞駅